# La Porta
Pour les articles homonymes, voir Porta (homonymie).
La Porta est une commune française située dans la circonscription départementale de la Haute-Corse et le territoire de la collectivité de Corse. Elle appartient à l'ancienne piève d'Ampugnani dont elle était le chef-lieu, en Castagniccia.

## Géographie

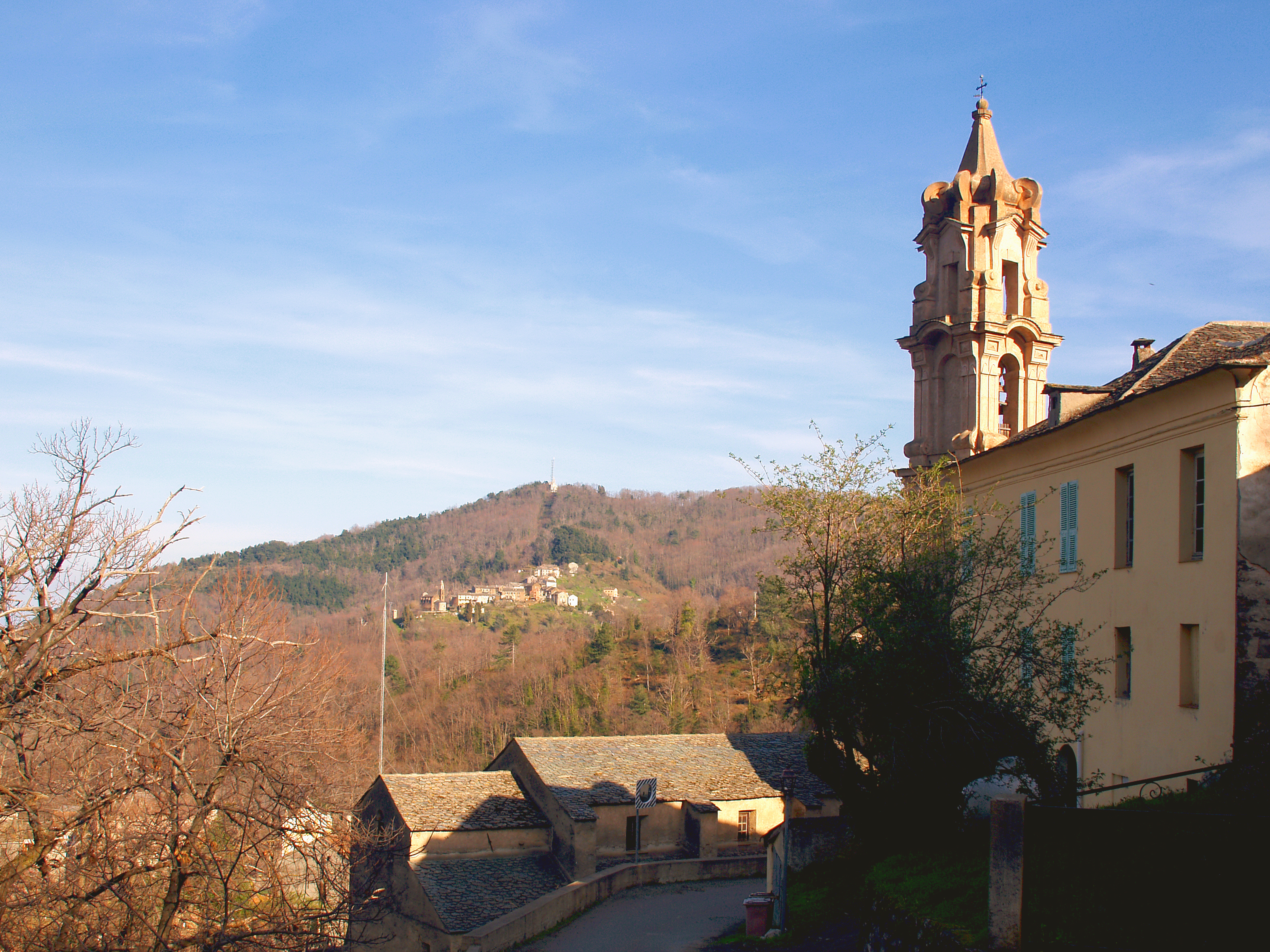
Vue de Ficaja depuis La Porta.

### Situation
La Porta appartient à la microrégion de l'Ampugnani dont elle est historiquement le chef-lieu, au cœur de la Castagniccia. La commune se situe dans le « Deçà des monts », dans le « territoire de vie » Castagniccia du parc naturel régional de Corse auquel elle a adhéré.
Communes limitrophes

### Géologie et relief
La Porta est une commune de moyenne montagne, sans façade littorale.
Elle se situe dans la Corse schisteuse au nord-est de l'île, dans le prolongement de l'arête schisteuse du Cap Corse ou massif de la Serra, qui se poursuit avec le massif du San Petrone et se termine au sud de la Castagniccia. Son culmen (1 393 m) se situe à l'extrémité sud-ouest communale, sur la dorsale du San Petrone, au nord de celui-ci, dans la forêt de Santo Pietro d'Accia (nord).
Son territoire, orienté dans un axe N-NE - S-SO, se divise en trois parties : 
- la partie septentrionale, qui est le flanc gauche de la vallée du ruisseau de Pozzo Bianco comportant un lieu habité : maisons de Razzola ;
- la partie méridionale, qui s'étend au sud d'une ligne de crête, chaînon secondaire s'articulant sur la chaîne principale du San Petrone ; elle représente la majeure partie du bassin versant du ruisseau de Pozzo Bianco ;
- la partie centrale qui relie les deux précédentes, occupe le flanc gauche de la vallée du ruisseau de Pozzo Bianco sous la forme d'une goulet d'une largeur à la base de 510 m et se resserrant à moins de 60 m à son extrémité.

### Hydrographie
Le principal cours d'eau est le ruisseau de Pozzo Bianco, affluent du Fium'Alto, qui prend sa source à près de 1 040 m sous le nom de ruisseau de Sualello.
Ses principaux affluents sur la commune sont les ruisseaux de : Alzeta (Y9311500), Funtana (Y9311520), Molaghina (Y9311660) et Forcione (Y9311700).

### Climat et végétation
La microrégion bénéficie de conditions climatiques tempérées et humides. Aussi le territoire est très vert. Le sol est couvert d'une végétation arborescente dominée par des châtaigneraies, le plus souvent présentes sous forme de vergers ou de taillis, avec des chênaies. Les hêtraies succèdent directement en altitude aux châtaigneraies et aux bois de chênes verts et constituent un vaste manteau forestier qui recouvre les hauts sommets de la région. La hêtraie est un élément important dans le paysage de Castagniccia.
Aux étages inférieurs, les sous-bois sont très denses, composés de hautes bruyères, d'arbousiers et de houx. Bovins et porcins y sont élevés en liberté.
De petites ripisylves arborescentes, composées majoritairement d'aulnes au milieu desquels subsistent encore de grands noyers, longent les différents cours d’eau.

### Voies de communication et transports

#### Accès routiers
On accède à la Porta :
- par la D 205 qui relie le village à Folelli sur la RT 10 (ex-RN 198) via la D 506 puis la D 205
- par la D 515 qui relie le village à Barchetta sur la RT 20 (ex-RN 193) via le col de Saint-Antoine (687 m) et Giocatojo
- par la D 71 qui relie le village à Ponte-Leccia sur la RT 20 (ex-RN 193) via Morosaglia, le col de Prato (985 m), Stoppia Nova et Quercitello.

Le village est distant, par route, de :
- 11 km de Morosaglia,
- 15 km de Piedicroce,
- 17 km de Campile,
- 19 km de Folelli,
- 22 km de Barchetta,
- 26 km de Ponte-Leccia,
- 27 km de Pero-Casevecchie,
- 28 km de Vescovato,
- 34 km de Valle-d'Alesani,
- 34 km de San-Nicolao,
- 37 km de Cervione,
- 47 km de Corte,
- 51 km de Bastia,
- 60 km d'Aléria,
- 61 km de Saint-Florent,
- 66 km de l'Île-Rousse,
- 89 km de Calvi,
- 91 km de Rogliano,
- 108 km de Vico,
- 126 km d'Ajaccio,
- 130 km de Porto-Vecchio,
- 158 km de Bonifacio,
- 166 km de Sartène,
- 168 km de Propriano.

#### Transports
Il n'existe pas de ligne de chemins de fer en Castagniccia. La gare la plus proche se trouve à Barchetta et est distante de 22 km.
Les port et aéroport les plus proches sont ceux de Bastia.

## Urbanisme

### Typologie
Au 1er janvier 2024, La Porta est catégorisée commune rurale à habitat dispersé, selon la nouvelle grille communale de densité à sept niveaux définie par l'Insee en 2022.
Elle est située hors unité urbaine. Par ailleurs la commune fait partie de l'aire d'attraction de Bastia, dont elle est une commune de la couronne,. Cette aire, qui regroupe 93 communes, est catégorisée dans les aires de 50 000 à moins de 200 000 habitants,.

### Occupation des sols
L'occupation des sols de la commune, telle qu'elle ressort de la base de données européenne d’occupation biophysique des sols Corine Land Cover (CLC), est marquée par l'importance des forêts et milieux semi-naturels (87,6 % en 2018), une proportion identique à celle de 1990 (87,6 %). La répartition détaillée en 2018 est la suivante : 
forêts (73,2 %), milieux à végétation arbustive et/ou herbacée (14,4 %), zones agricoles hétérogènes (12,4 %). L'évolution de l’occupation des sols de la commune et de ses infrastructures peut être observée sur les différentes représentations cartographiques du territoire : la carte de Cassini (XVIIIe siècle), la carte d'état-major (1820-1866) et les cartes ou photos aériennes de l'IGN pour la période actuelle (1950 à aujourd'hui).

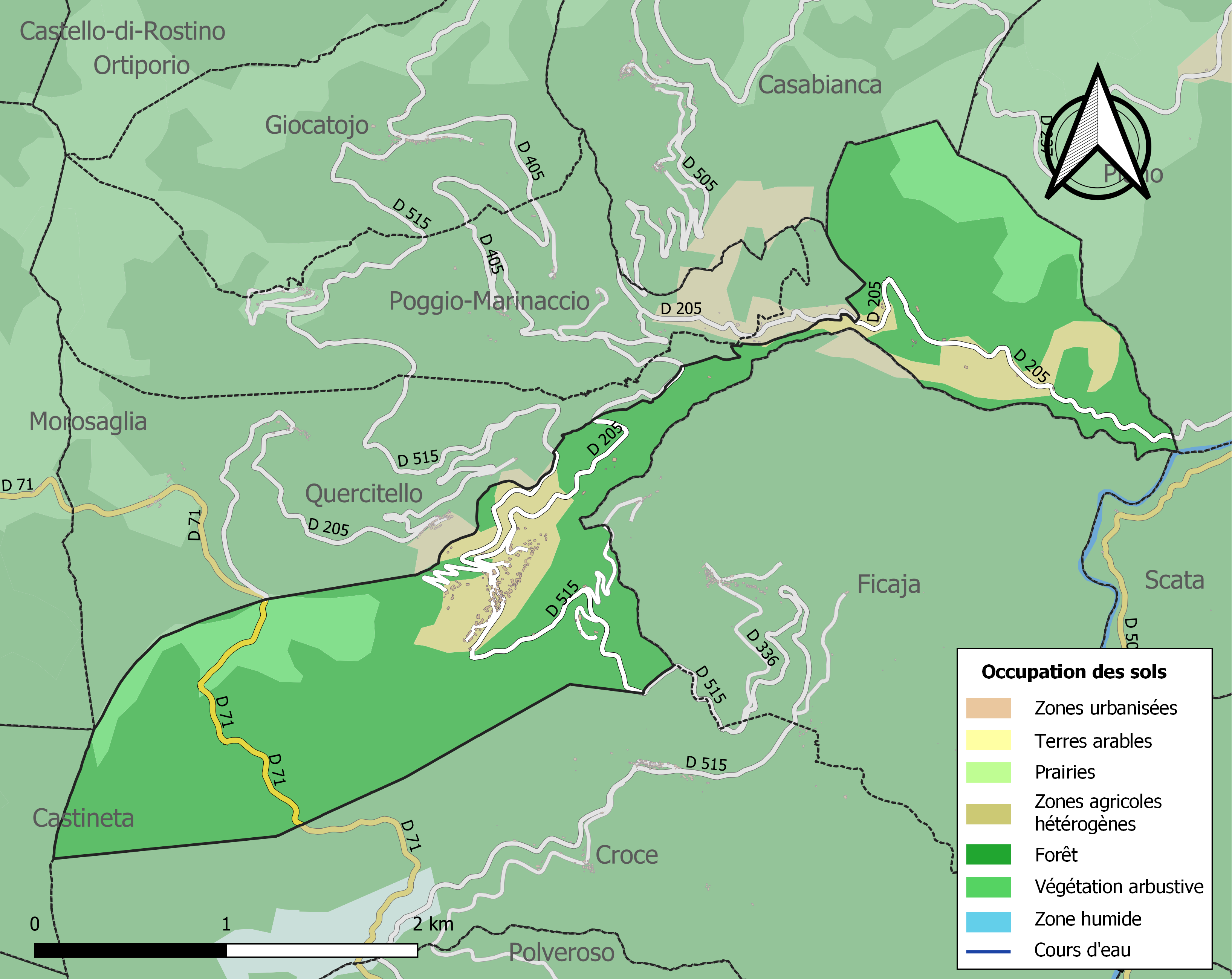
Carte des infrastructures et de l'occupation des sols de la commune en 2018 (CLC).
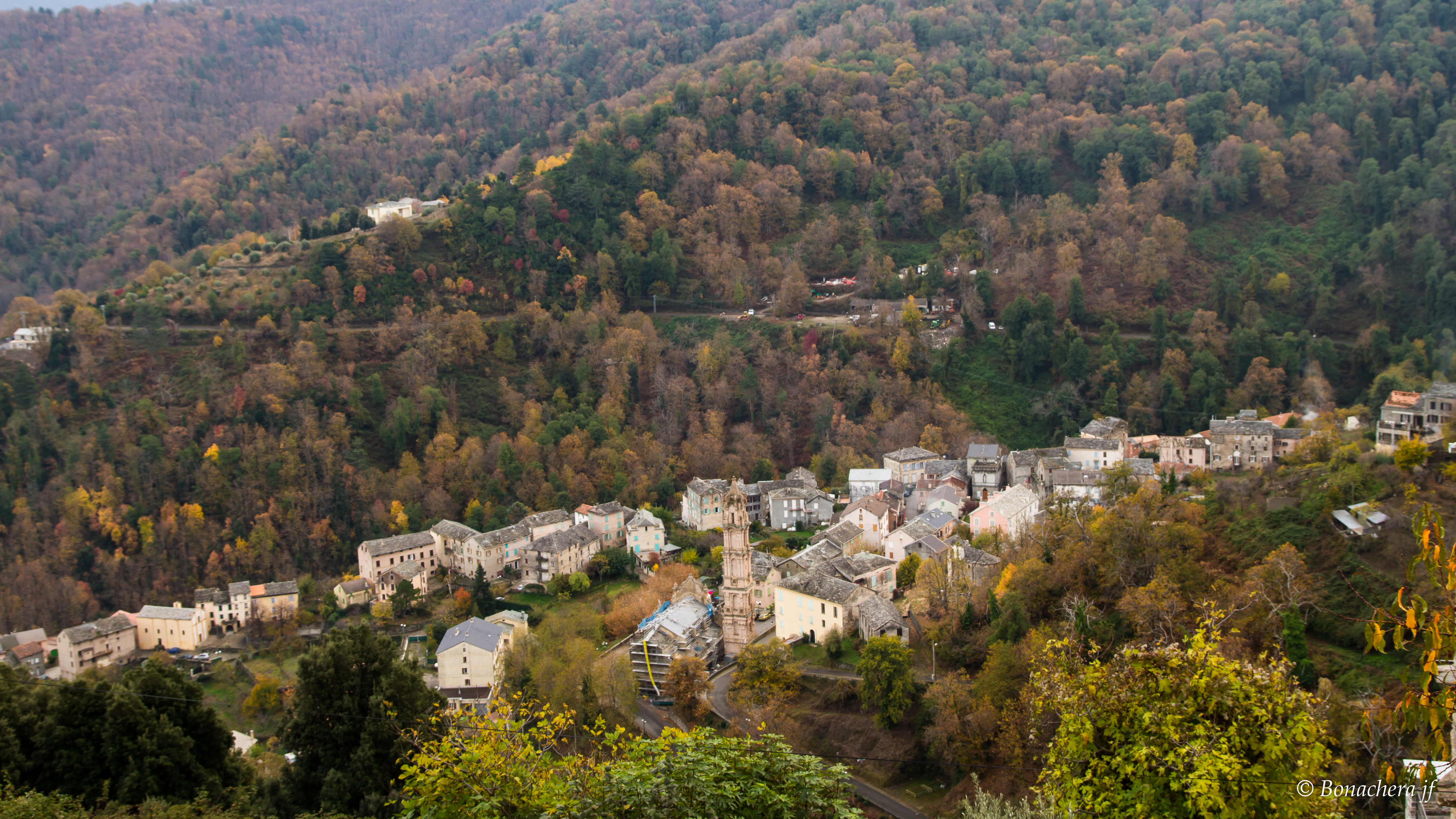
La Porta d'Ampugnani.

### La Porta
Noyé dans les chataîgniers sur les flancs du Monte San Petrone, le village est édifié sur une arête d'un chaînon secondaire du massif. Le bâti ancien est ici encore représenté par des maisons en schiste, moellons et ardoises, aux facades austères. On y constate la présence de quelques grosses maisons de notables.
École primaire publique, bureau de la Poste et gendarmerie sont présents au village.
La Porta est dominé au nord-est par le village de Quercitello. À l'est, il fait face au village de Ficaja.

### Poggiale
Poggiale son hameau est situé un peu plus haut. C'est là que se situe son réservoir d'eau.

### Maisons de Razzola
Les Maisons de Razzola sont un autre lieu habité de la commune, au nord-est du bourg.

## Histoire
La Porta était le centre principal de l'ancienne pieve d'Ampugnani, située au cœur même de la Castagniccia, région chargée d'histoire, et qui de tout temps, joua un rôle très important dans l'histoire de l'île de Corse.

### Moyen Âge
La Corse se trouvait partagée en six évêchés ; l'évêché d'Accia fut soumis à l'archevêché de Gênes et comprit deux pièves, Ampugnani et Rostino. Le petit évêché d'Accia ne rapportait guère plus de deux cents ducats. « D'après ce qu'on lit dans un registre des Tasse del Papa, les évêchés de Nebbio et d'Accia furent autrefois réunis ».
L'Ampugnani faisait partie d'un pays appelé autrefois les Cinq Pièves. Ces pièves sont Vallerustie, Orezza, Ampugnani, Rostino et Casacconi. Elle était une pieve de la « Terre del Comune ».
« La piève d'Ampugnani contient environ vingt villages. [...] Le pays jouit d'un air sain, et est habité par de braves gens ; il produit des céréales et des châtaignes en assez grande quantité, du bois, des fruits et les meilleures cerises de l'île ».
Au XIe siècle, vers la fin de sa vie, Guglielmo Cortinco alla habiter à Ampugnani où il se fit seigneur, et construisit un château à Lunito. Il mourut, laissant un fils qui établit encore son autorité sur Moriani et Tavagna et bâtit un château dans chacune des pièves d'Ampugnani, de Moriani et de Tavagna, lesquelles obéissaient précédemment à Alberto de Loreto.

### Temps modernes
Au XVIIe siècle, vers 1520, la pieve d'Ampugnani avait pour lieux habités : la Casabianca, la Porta, la Croce, Polveroso, Monte d’Olmo, lo Pruno, lo Selvarechio, la Casalta, lo Piano, Scata, Ficagia, lo Pomeragio, Stopianova, lo Catogio.
L'Ampugnani faisait alors partie de la province de Bastia et relevait de sa juridiction civile.
- 1789 - la Corse fait partie du royaume de France.
- 1790 - Peu après la Révolution française, est créé le département de Corse.
- 1793 - Le département de Golo (l'actuelle Haute-Corse) est créé. La commune se trouvait dans le district de Bastia (qui devient en 1801 l'arrondissement de Bastia). Elle portait le nom de Porta (An II). En 1801 on retrouve le même nom au Bulletin des lois. Ce n'est que plus tard qu'elle prend son nom de La Porta.
- 1793 - Le canton est celui d'Ampugnani. Il garde son nom en 1801. En 1828, il devient le canton de La Porta[11].

### Époque contemporaine
En 1954, La Porta d'Ampugnani (341 habitants en 1954), était le chef-lieu du canton composé avec les communes de Casabianca, Casalta, Croce, Ficaja, Giocatojo, Piano, Poggio Marinaccio, Polveroso, Porta d’Ampugnani, Pruno, Quercitello, San Damiano, San Gavino d’Ampugnani, Scata et Silvareccio.
En 1973, le canton de La Porta devient le canton Fiumalto-d'Ampugnani (chef-lieu La Porta).
En 1975, La Porta passe dans le département de la Haute-Corse.

## Politique et administration

### Liste des maires
| Période                                  | Période  | Identité             | Étiquette | Qualité                        |
| ---------------------------------------- | -------- | -------------------- | --------- | ------------------------------ |
| 1977                                     | 2001     | Ours-Pierre Grimaldi | UDF       | Conseiller général (1983-2015) |
| mars 2001                                | En cours | Stéphanie Grimaldi   | UMP -LR   | Cadre Conseillère territoriale |
| Les données manquantes sont à compléter. |          |                      |           |                                |

## Population et société

### Démographie
L'évolution du nombre d'habitants est connue à travers les recensements de la population effectués dans la commune depuis 1800. Pour les communes de moins de 10 000 habitants, une enquête de recensement portant sur toute la population est réalisée tous les cinq ans, les populations de référence des années intermédiaires étant quant à elles estimées par interpolation ou extrapolation. Pour la commune, le premier recensement exhaustif entrant dans le cadre du nouveau dispositif a été réalisé en 2006.

En 2022, la commune comptait 191 habitants, en évolution de −1,04 % par rapport à 2016 (Haute-Corse : +5,15 %, France hors Mayotte : +2,11 %).
| 1800 | 1806 | 1821 | 1831 | 1836 | 1841 | 1846 | 1851 | 1856 |
| ---- | ---- | ---- | ---- | ---- | ---- | ---- | ---- | ---- |
| 396  | 680  | 588  | 617  | 703  | 740  | 699  | 673  | 663  |

| 1861 | 1866 | 1872 | 1876 | 1881 | 1886 | 1891 | 1896 | 1901 |
| ---- | ---- | ---- | ---- | ---- | ---- | ---- | ---- | ---- |
| 725  | 729  | 728  | 687  | 645  | 559  | 593  | 527  | 551  |

| 1906 | 1911 | 1921 | 1926 | 1931 | 1936 | 1946 | 1954 | 1962 |
| ---- | ---- | ---- | ---- | ---- | ---- | ---- | ---- | ---- |
| 562  | 544  | 578  | 570  | 527  | 596  | 593  | 341  | 401  |

| 1968 | 1975 | 1982 | 1990 | 1999 | 2006 | 2011 | 2016 | 2021 |
| ---- | ---- | ---- | ---- | ---- | ---- | ---- | ---- | ---- |
| 358  | 382  | 422  | 248  | 196  | 242  | 209  | 193  | 191  |

| 2022 | - | - | - | - | - | - | - | - |
| ---- | - | - | - | - | - | - | - | - |
| 191  | - | - | - | - | - | - | - | - |

## Culture locale et patrimoine

### Patrimoine civil
- Monument aux morts, situé sur la place du village, face à la mairie et à l'église Saint-Jean-Baptiste
- Fontaine de la place du village

#### Église Saint-Jean-Baptiste

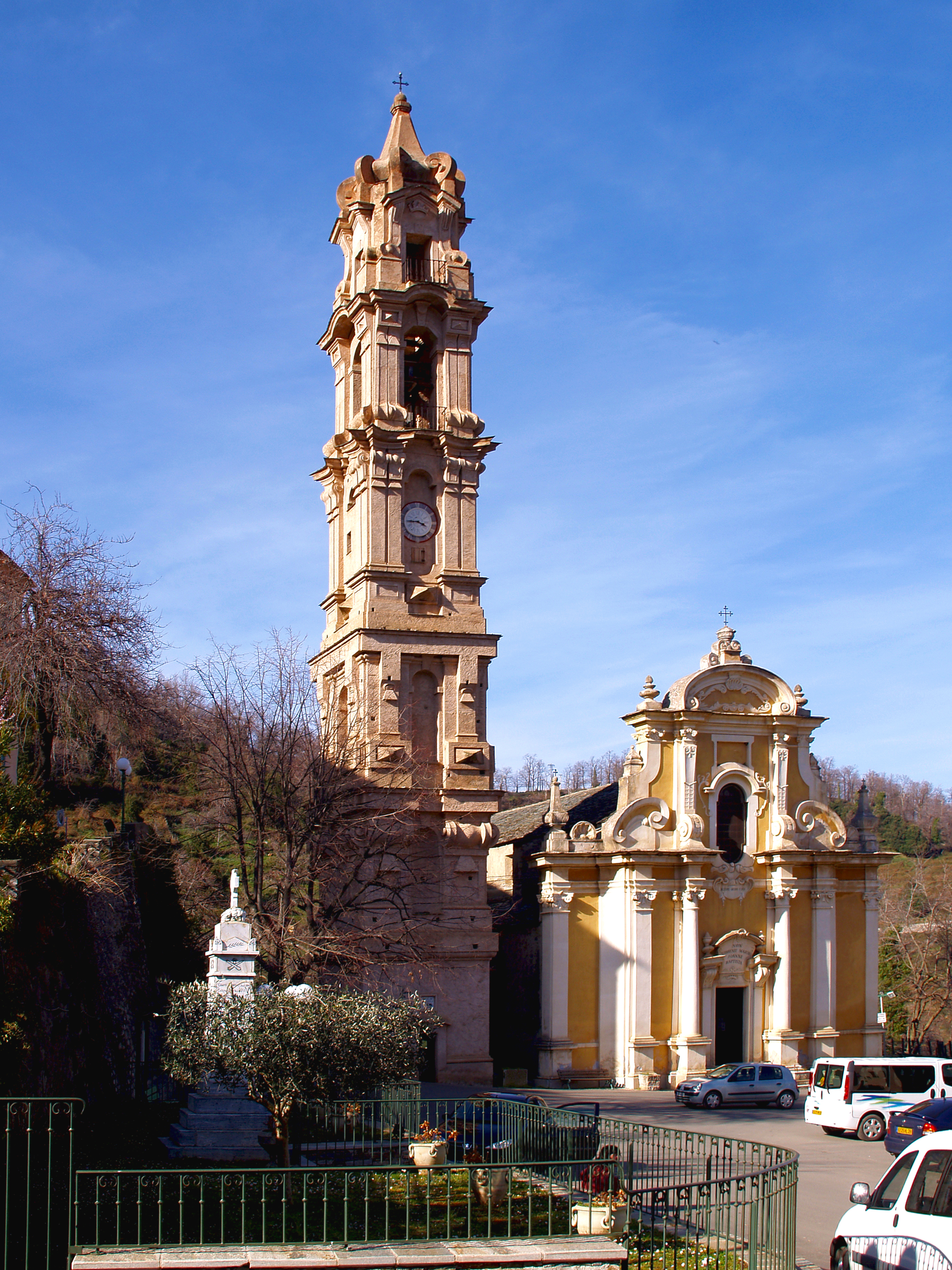
Église et campanile de La Porta.

L'église et son campanile, de style baroque, ont été construits au XVIIIe siècle (1700 - 1725) .

#### Chapelle funéraire de la Maison Sebastiani-Conneau
Le bâtiment est l'une des grandes demeures de notables construites par étapes du XVIIIe et XIXe siècles, selon les besoins de la famille. Henri Conneau, médecin personnel de Napoléon III, a fait rehausser, en 1853, le "Casone" de la chapelle funéraire d'un étage de réception, lors de son mariage avec Juliette Pasqualini, petite nièce du maréchal et ministre baron Horace François Bastien, comte Sebastiani. La chapelle funéraire est inscrite au titre des Monuments historiques pour son décor intérieur peint du XIXe siècle.

#### Chapelle funéraire

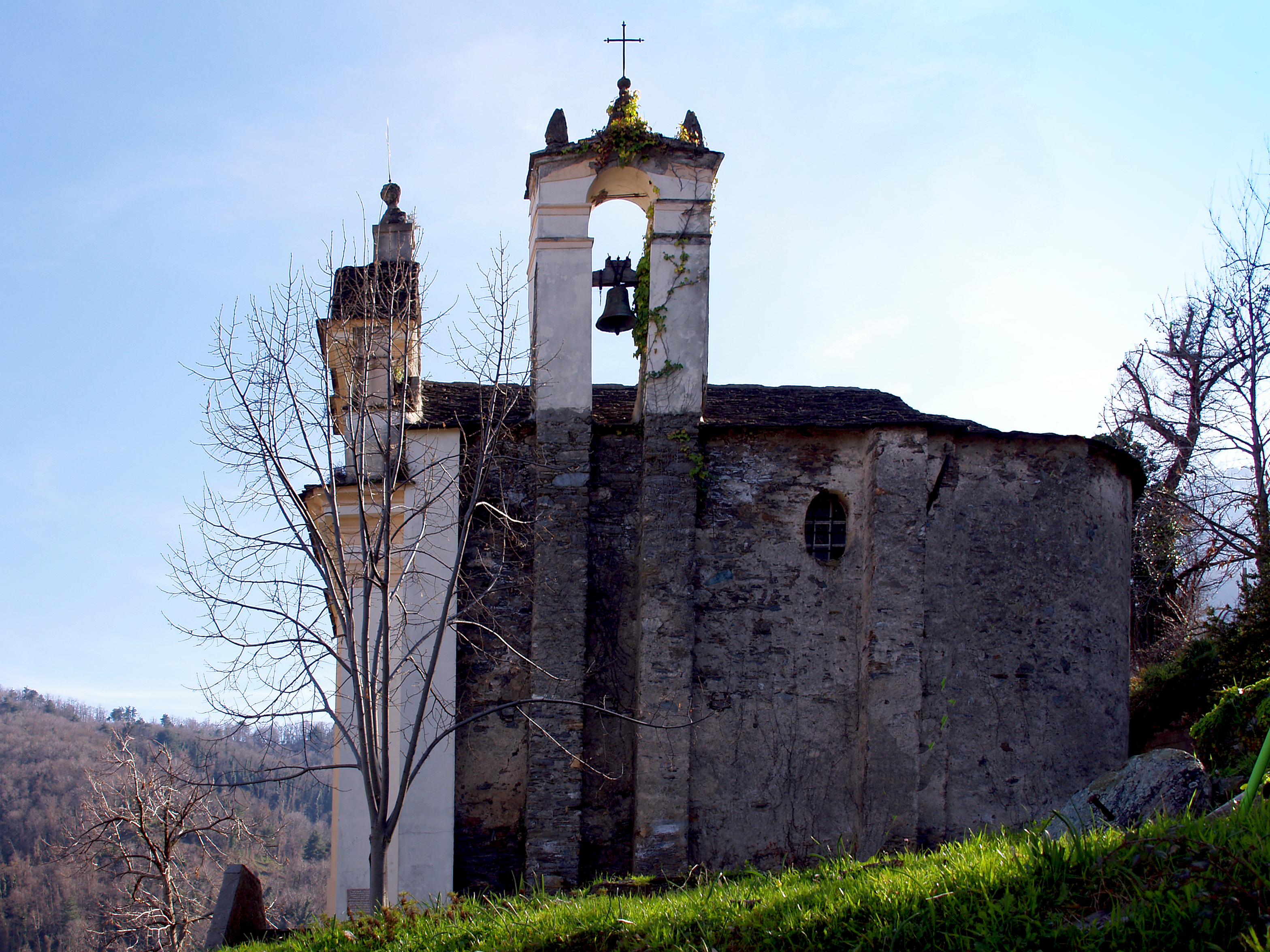
Chapelle funéraire Saint-Louis de Gonzague.

La chapelle funéraire Saint-Louis de Gonzague est située au-dessus de la place du village. Elle a été restaurée récemment (permis déposé le 08-07-2008). Elle est reprise à l'Inventaire supplémentaire des monuments historiques.

### Patrimoine naturel

#### Parc naturel régional
La Porta est une commune adhérente au parc naturel régional de Corse, dans son « territoire de vie » appelé Castagniccia.

#### ZNIEFF
La commune est concernée par deux zones naturelles d'intérêt écologique, faunistique et floristique de 2e génération :
Châtaigneraies de la Petite Castagniccia
La Porta fait partie des 43 communes concernées par la zone qui couvre une superficie totale de 10 559 Ha. Cette zone s'étend sur le territoire appelé localement « la petite Castagniccia », dont 60 % sont couverts par les châtaigneraies. Elle fait l'objet de la fiche ZNIEFF 940004146 - Châtaigneraies de la Petite Castagniccia, 2e génération.
Hêtraies du massif du San Petrone
La forêt de San Pietro d'Accia est divisée en deux massifs, l'un au nord, concernant La Porta, qui s'étend du col de Prato (985 mètres) jusqu'au sommet du San Petrone (1 767 mètres), point culminant de la Castagniccia, et l'autre au sud qui comprend les crêtes et les versants boisés entre le Monte Calleruccio (1 484 mètres) et la Punta di Caldane (1 724 mètres). Cette forêt communale, soumise au régime forestier, est exploitée localement pour le bois de chauffage.
La zone fait l'objet de la fiche ZNIEFF 940004200 - Hêtraies du massif du San Petrone, 2e génération.

### Personnalités liées à la commune
- Henri Conneau (Milan,1803 - La Porta,1877)Dans le Prince Impérial 1856-1879 d'Augustin Filon page 68 :son ami Louis Conneau lui racontait comment en Corse dans la montagne il avait organisé en une petite armée les enfants du pittoresque village de La Porta. Il s'était fait photographier à cheval à la tête de ses troupes et je ne sais s'il n'entrait pas une vague d'envie dans la sérieuse attention critique avec laquelle le Jeune Prince considerait "l'armée" de son ami.
- Joseph Giordani (1815-1897), peintre appartenant à l'école de la peinture en Corse au XIXè siècle, dit "Joseph Giordani de La Porta", résidant à La Porta de 1836 à 1897 (maison Giordani[19]).
- Domparsio Nicolaï (1814-1887), militaire né à La Porta
- Xavier Paoli, (1833-1923), commissaire de police et mémorialiste de l'Europe couronnée d'avant 1914.
- Jean Pompei (1909-1972), préfet d'Oran en janvier 1944, y a son berceau familial.
- Horace François Bastien, comte Sébastiani della Porta (1772-1851), maréchal de France et ministre, grand-croix de la Légion d'honneur, y est né.